# Éco-communication
 (novembre 2021).
La communication responsable' ou éco-communication est une forme de communication considérant les impacts environnementaux et sociaux intégrant les principes du développement durable aussi bien sur le fond que la forme d’un message en prenant en compte des notions clés comme l’éthique, la transparence ou la légitimité. Ce procédé s'applique en marketing, publicité, relations publiques et en général à toutes formes de communications commerciales ou politiques pour transmettre un message évitant les écueils du « greenwashing » (écoblanchiment en français).

## Définition et contexte
L'éco-communication est à la croisée de la communication commerciale et de la responsabilité sociétale des entreprises. Elle repose sur les techniques de marketing pour rendre plus attrayants les produits d'une entreprise, en valorisant son engagement social et environnemental. Depuis 2005, l'Agence de l'environnement et de la maîtrise de l'énergie (ADEME) met à disposition des annonceurs et agences de communication un certain nombre de principes et bonnes pratiques visant à limiter l'écoblanchiment. 
L'Union européenne a produit en 2005 une directive pour l'harmonisation des bonnes pratiques dans la lutte contre la publicité mensongère et l'omission trompeuse.
Par ailleurs, la norme NF ISO 26000 "Lignes directrices relatives à la responsabilité sociétale" comporte depuis mai 2012 un guide d'utilisation pour le secteur de la communication. Celui-ci a le grand intérêt de présenter une démarche globale, notamment sur la production de messages. Son adoption est toutefois freinée par plusieurs facteurs (prix élevé de la documentation, norme donc non obligatoire...).

## Gestion de l'impact environnemental
L‘éco-communication a pour but de réduire les impacts environnementaux directement liés aux métiers de la communication. Sur l'ensemble du cycle de production d'un message (de sa conception à sa diffusion), le choix des supports et des canaux de transmission s'appuient sur les principes de l'éco-conception. Des méthodes obéissant à des référentiels rigoureux permettent ainsi d'évaluer l'impact environnemental des campagnes en utilisant des processus éprouvés tels que l'analyse du cycle de vie (ou ACV), le bilan carbone. Une campagne de communication est éco-conçue dès lors qu'elle a préalablement soumis ses produits et services à aux de labels environnementaux. Ceux-ci peuvent se répartir en trois catégories :
Les labels environnementaux officiels euro-communautaires :
- L’écolabel de la Commission européenne : “Copying paper”
- L’écolabel nordique (Cygne blanc) : “Printing paper”
- L’écolabel allemand (Ange bleu) : “Recycled paper”

Les symboles de recyclage (indiquent que le produit contient des fibres recyclées):
- Le ruban de Möbius
- L’APUR

Les logos attestant une gestion durable des forêts
- Le Forest Stewardship Council  (FSC)
- Le Programme de reconnaissance des certifications forestières (PEFC)

Ces écolabels proposent aux entreprises une amélioration continue, volontaire et vertueuse des processus de fabrication.

## Responsabilité des messages
Un message peut avoir des impacts néfastes en induisant certaines croyances chez le public. Pour éviter cet écueil l'ADEME veille au respect de deux grands principes :
1. Ne pas induire en erreur sur le caractère vertueux du produit ou service
2. Ne pas inciter une attitude non-conforme aux principes du développement durable

Chaque année depuis 2007, l’ADEME et l’ Autorité de régulation professionnelle de la publicité (ARPP) publient un rapport du nombre de publicités ayant recours à un argument environnemental (3 % en 2013, 3 % en 2012). En 2013, 25 messages, correspondent à 5 % des publicités relatives à l’environnement, pourcentage identique à celui relevé en 2012[réf. souhaitée]. Les non-conformités portent toujours sur le même message de la part de l'industrie automobile, soit la représentation de voiture à essence en milieu naturel.

## Ethisphere Institute
L’organisme « Ethisphere Institute » établit un classement mondial rassemblant les entreprises les plus éthiques et responsables[réf. nécessaire]. L’évaluation repose sur cinq critères : le programme éthique et de conformité, la citoyenneté et la responsabilité, la culture d’éthique, la gouvernance, l’innovation, la réputation et le leadership. Trois entreprises françaises y sont classées : Capgemini, l’Oréal et Schneider Electric.

## Charte d’engagement
Cinq principes fondamentaux sont définis par l'Union des annonceurs dans la « charte d’engagement pour une communication responsable » :
1. Mise en place d’un code de communication responsable en interne
2. Incitation des publics à des comportements responsables
3. Utilisation loyale des données privées des clients
4. Mise en place d’un référentiel pour répondre aux standards et aux attentes des parties prenantes
5. Considération de l’impact environnemental des supports de communication